# PGC 47784
LEDA/PGC 47784, auch UGC 8543, ist eine Spiralgalaxie vom Hubble-Typ Sb im Sternbild Jungfrau auf der Ekliptik. Sie ist schätzungsweise 304 Millionen Lichtjahre von der Milchstraße entfernt und hat eine Ausdehnung von etwa 195.000 Lichtjahren. Vom Sonnensystem aus entfernt sich das Objekt mit einer errechneten Radialgeschwindigkeit von näherungsweise 6.900 Kilometern pro Sekunde.
Im selben Himmelsareal befinden sich unter anderem die Galaxien IC 896, PGC 47691, PGC 47783, PGC 48007.